# Uramya octomaculata
Uramya octomaculata är en tvåvingeart som beskrevs av Townsend 1919. Uramya octomaculata ingår i släktet Uramya och familjen parasitflugor.
Artens utbredningsområde är Peru. Inga underarter finns listade i Catalogue of Life.